# Kastell Mohács-Kölked

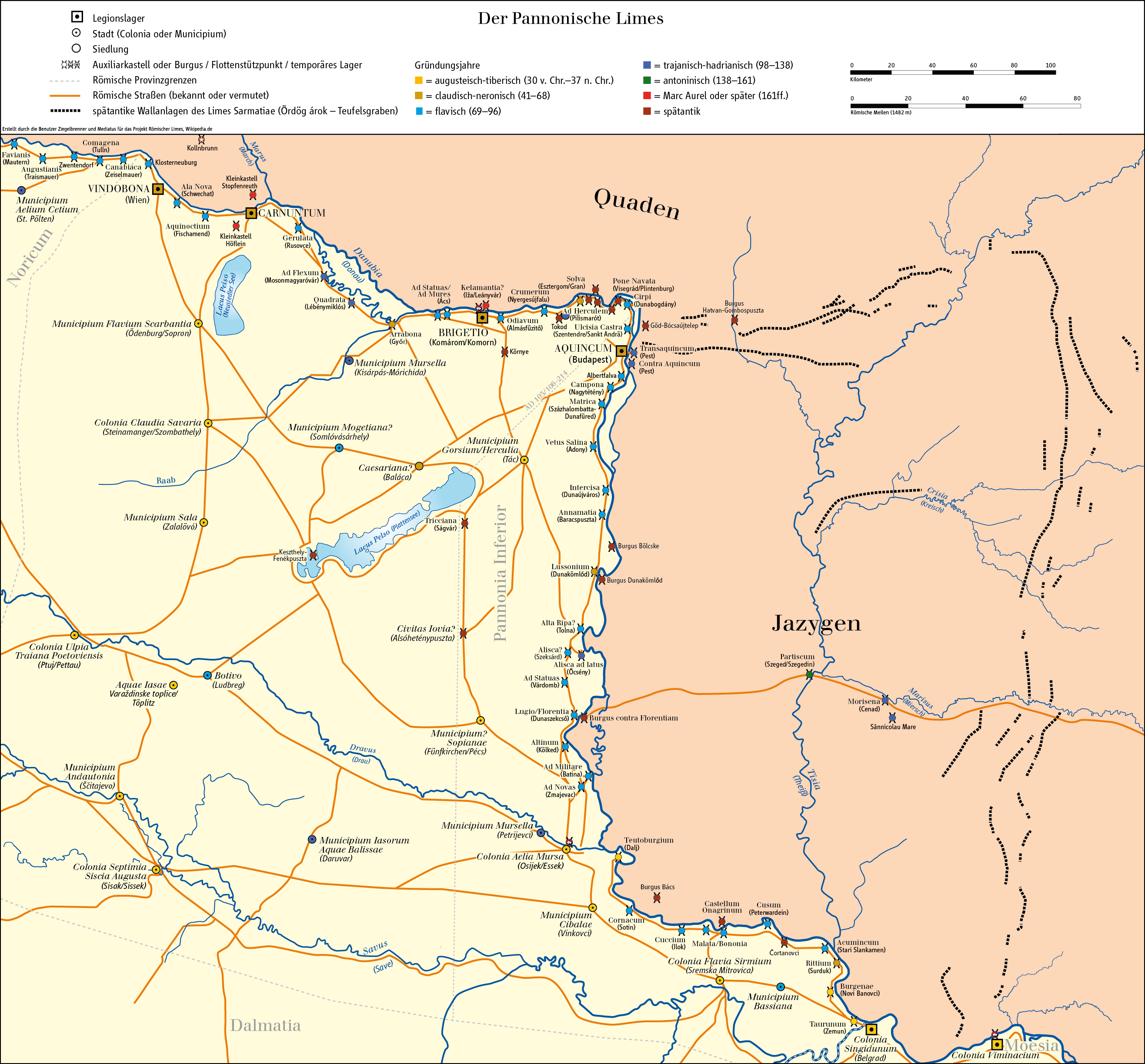
Die Lage des Kastells am niederpannonischen Donaulimes.

Das Kastell Mohács-Kölked (lateinisch Altinum) war ein römisches Militärlager, dessen Besatzung für Sicherungs- und Überwachungsaufgaben am pannonischen Donaulimes (Limes Pannonicus) zuständig war. Die Anlage befand sich in der Antike unmittelbar an der heute rund drei Kilometer weiter nordöstlich verlaufenden Donau. Der Strom bildete hier in weiten Abschnitten die römische Reichsgrenze. Die heute unter landwirtschaftlich genutztem Boden verborgenen Überreste liegen in den nördlichen Gemarkungen der ungarischen Gemeinde Kölked, südlich der Stadt Mohács im Komitat Baranya.

## Lage

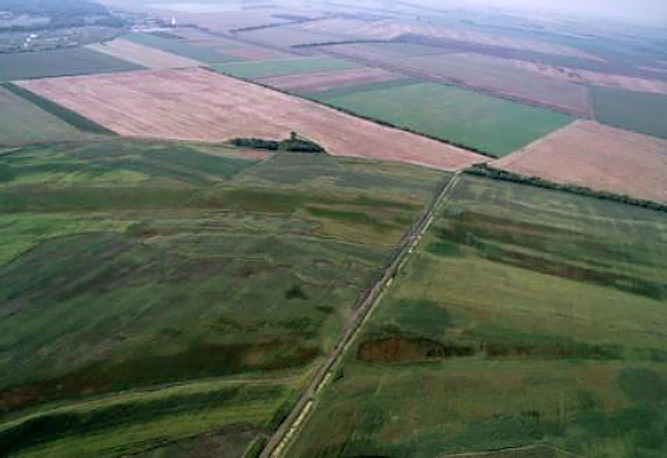
Nur mehr sehr schwach zeichnen sich auf Luftbildern die Umrisse des Kastells im Gelände ab. Im Vordergrund die von der Donau geformte Landschaft, im hellen Feld, links der Buschgruppe, befindet sich das Kastellareal.

Das nahe der heutigen ungarischen Südgrenze gelegene Areal wurde bereits seit der frühen Bronzezeit besiedelt. So fanden sich bis 1991 im Bereich des ehemaligen Lagerdorfes unter den römerzeitlichen Schichten immer wieder bronzezeitliche Gruben und auch zwei Gräber der Badener Kultur. Fluviale Erosionen und Akkumulationen bildeten ein Auenrelief, das sich als eine von leichten Bodenwellen geprägte Landschaft manifestiert hat. Das seit der Antike stark veränderte Geländerelief zeigt alte Gerinnebettmuster, Abflussregime und spätere Überformungen. Um das nach Nord-Ost ausgerichtete Kastell vor Überflutungen durch die Donau zu schützen, wurde es auf einer kleinen Anhöhe, Vártető genannt, errichtet. Heute markiert ein nordöstlich der Anhöhe vorbeifließender Bach einen ehemaligen Altarm des Flusses, der nach Aufgabe des Kastells im Laufe der Zeit einen Teil der Praetentura, d. h. den vorderen Lagerbereich, abgeschwemmt hat. Die vom nördlich gelegenen Kastell Dunaszekcső kommende Limesstraße gabelte sich kurz vor Altinum, eine Trasse verlief mutmaßlich an, bzw. unter der heutigen Landstraße 56 etwas westlich des römischen Kastells von Kölked. Die andere, teilweise erstmals durch ein Luftbild von 1962 nachgewiesene Trasse stieß von Nordwesten aus fast unmittelbar auf die westlichen Kastellgräben und vereinigte sich südlich der Wehranlage mit der aus dem Südtor kommenden Via principalis, einer der beiden Hauptstraßen des Kastells. In der Spätantike war Altinum das südlichste Lager der Provinz Valeria.

## Name
Altinum wird in zwei antiken Hauptquellen genannt. So im Itinerarium Antonini, einem Verzeichnis der wichtigsten römischen Reichsstraßen aus dem 3. Jahrhundert, und dem spätantiken Staatshandbuch Notitia dignitatum.

## Forschungsgeschichte
Bereits der Offizier und Gelehrte Luigi Ferdinando Marsigli (1658–1730) berichtete im 17. Jahrhundert von römischen Funden. Seinen Schilderungen folgte Georg Klimo (1710–1777), Bischof der königlichen Freistadt Fünfkirchen (Pécs), der dort als bedeutender autodidaktischer Gelehrter neben einer öffentlichen Bibliothek (1774) und der ersten Druckerei auch ein Münzkabinett gestiftet hatte. Auch Flóris Rómer (1815–1889), der Begründer der wissenschaftlichen Archäologie in Ungarn, grub vor Ort, seinem Beispiel folgten bald weitere Archäologen.
Nach einem Tiefpflügen der örtlichen Landwirtschaftliche Produktionsgenossenschaft (LPG) gruben Anfang der 1970er Jahre Hobbyarchäologen in größeren Stil und fertigten hierfür auch eine Zeichnung an. 1975 wurden der Archäologe und damalige Generaldirektor des Ungarischen Nationalmuseums, Ferenc Fülep (1919–1986) sowie seine Mitarbeiterin Alice Sz. Burger mit kleineren Sondierungen in Altinum tätig. Anschließend wurde das Gebiet zum archäologischen Schutzgebiet erklärt und sollte somit für zukünftige weitere Untersuchungen gesichert werden. Doch ab 1984 fanden ohne Absprache mit den Experten illegale Ausgrabungen durch die LPG statt. Erst 1988 konnte diesem zerstörerischen Treiben Einhalt geboten werden. Im Frühjahr desselben Jahres unternahm Zsolt Visy eine Feldbegehung. Ihm folgte Zsuzsa Katona-Győr, die bereits 1986 im Lagerdorf tätig gewesen war und nun von 1987 bis 1989 umfangreiche Notgrabungen im Kastell durchführte. Eine im Februar 2009 durchgeführte geophysikalische Prospektion eröffnete erstmals die Möglichkeit, die Strukturen von Kastell und Vicus näher kennenzulernen.

## Baugeschichte
Der ursprünglich rechteckige Kastellgrundriss war rund 230 Meter lang, die noch erhalten gebliebene Breite wurde mit 150 bis 180 Metern eingemessen. An allen vier Längsseiten befand sich je ein Tor. Wie bei den Lagern der mittleren Kaiserzeit üblich, besaß auch diese Anlage abgerundete Ecken (Spielkartenform), die durch einen Wachturm gesichert wurden. Amateurarchäologen, die zu Beginn der 1970er Jahre die Wehrmauern abschnittsweise aufgegraben hatten, fanden noch drei der ursprünglich vier Ecktürme vor. Es zeigte sich, dass diese ursprünglich rechteckigen Türme später durch fächerförmige Exemplare ersetzt worden waren. Mit dieser Art von Türmen wurden in der Spätantike viele pannonische Kastelle ausgestattet. Eine während der Grabungen am Kastell Baracspuszta (Annamatia) gefundene Münze, die während der Herrschaft des Kaisers Konstantin II. (337–340) geprägt worden war, gilt dort als frühester Zeitpunkt für diesen Umbau.
Kurze Zeit nach den Hobbyforschern setzten wissenschaftliche Ausgrabungen unter Fülep ein. Neben dem völlig zerstörten östlichen Teil der Anlage fanden die Archäologen auch den westlichen und südlichen Teil stark erodiert vor. Fülep schnitt die West- und Südmauer der Anlage an, um den Aufbau der Umwehrung zu klären. Dabei wurde an der westlichen Seite deutlich, dass sich vor der Errichtung der steinernen Umwehrung an gleicher Stelle eine ältere Holz-Erde-Befestigung befunden haben muss. Dies konnte Katona-Győr bestätigen. Sie stellte fest, dass das frühe Lager durch eine starke hölzerne Palisade geschützt war, deren Pfostengruben in drei parallelen Reihen standen. Zur Vorfeldsicherung war das Kastell durch einen drei Meter tiefen Graben geschützt. Aufgrund des Fundmaterials nahm die Archäologin an, dass Altinum gegen Ende des 1. Jahrhunderts n. Chr. gegründet worden war.
Frühere wissenschaftliche Grabungen haben sich unter anderem auch auf die Principia, das Stabsgebäude des Kastells, konzentriert. Allerdings war hier das Gelände schon so stark und tief durchwühlt, dass die Ausgräber meist nur noch Ausbruchstellen bzw. die Unterkante der Fundamente feststellen konnten. So ließ sich weder eine Türschwelle mehr in situ aufdecken, noch konnten irgendwelche Spuren der Eingänge ausgemacht werden.
Die Wohnbaracken der Soldaten zeichneten sich noch durch dünne Mauern aus Steinen und Ziegeln im Gelände ab. Drei dieser Bauten, die sich am Erddamm der Lagerumwehrung orientierten, legte Katona-Győr frei. Sehr nahe an der Umwehrung wurden elf Backöfen vorgefunden.

## Truppe
Die Cohors I Lusitanorum (1. Kohorte der Lusitanier), möglicherweise eine teilberittene Truppe, lag nach Meinung des Epigraphikers Barnabás Lőrincz (1951–2012) zwischen 118/119 und 180 als Stammbesatzung in Altinum. Im Jahr 167 n. Chr. erscheint diese Kohorte immer noch in den pannonischen Truppenlisten, möglicherweise nahm sie auch an den Markomannenkriegen (166–180) teil. Im Anschluss daran sind die Lusitanier offenbar nicht mehr nach Altinum zurückgekehrt, sondern wurden vielleicht in das wissenschaftlich nicht nachweisbare, etwas nördlicher gelegene Kastell Szekszárd verlegt. Aufgrund der im Jahr 2000 entdeckten Grabinschrift eines Kohortenzenturios der Cohors I Lusitanorum, die aus den Gräberfeldern des südlicher gelegenen Kastells Cuccium stammt, wäre statt in Szekszárd jedoch auch dort mit der Anwesenheit dieser Einheit zu rechnen. Lőrincz verortet die Inschrift auf das Ende des 2. Jahrhunderts n. Chr. Die der Cohors I Lusitanorum in Altinum nachfolgende Truppe blieb bis heute unbekannt. Laut Lőrincz könnte es sich dabei um die Cohors I Alpinorum peditata (1. Infanteriekohorte der Alpenländer) gehandelt haben, die zuvor nachweislich im Kastell Dunakömlőd (Lussonium) gelegen hat. Nach anderen Forschermeinungen könnten die Alpenländer zur selben Zeit allerdings auch von Lussonium aus in das Kastell Őcsény-Szigetpuszta, dem mutmaßlichen Alisca, verlegt worden sein.
Für das 4. Jahrhundert sind für Altinum Equites sagittarii, berittene Bogenschützen, die laut Meinung des Archäologen Sándor Soproni um 380 nach Dunafalva verlegt worden sein könnten, als Besatzungstruppe nachgewiesen. Möglicherweise wurde ihre Verlegung schon etwas früher, in der valentinianischen Epoche (364–375), angeordnet. Nachuntersuchungen der Archäologen Zsolt Mráv und Éva Maróti an den baugleichen Ländeburgi in Dunakeszi (2002) und Szigetmonostor-Horány (1995) bestätigen diese Annahme. Als letzte für Altinum nachweisbare Truppe ist eine Reiterschwadron, der Cuneus equitum Fortensium, bekannt.

## Vicus und Gräberfeld
Wie Feldbegehungen zeigten, umgab der Vicus, das zum Kastell gehörende Lagerdorf, die Fortifikation halbkreisförmig. Dessen östlicher Teil wurde allerdings von der Donau zerstört. Katona-Győr erschloss bis 1991 an der Südostseite des Kastellhügels Teile von römischen Steingebäuden. Neben den Befestigungen kamen im Vicusbereich Häuser mit Stampfböden, Öfen und Gruben ans Licht. Römische Gräber sind laut Aufzeichnungen Rómers und seiner Nachfolger vor allem unmittelbar vor der westlichen Lagerfront bekannt geworden.
Auch aus dem weiteren Umfeld des Garnisonsorts sind römerzeitliche Siedlungspunkte bekannt. So wurde zwischen 1963 und 1965 unter der Leitung von László Papp (1903–1973) und in der Folge von Alice Sz. Burger ein römisches Gräberfeld mit 53 Bestattungen südöstlich von Majs erschlossen. Die Grablegen bestanden aus Brandgräbern der Zeit gegen Ende des 3. Jahrhunderts und – in der Mehrzahl – aus Körpergräbern vom Beginn des 4. Jahrhunderts. Neben 100 Münzen fanden sich unter anderem reiche Schmuckbeigaben in den Frauengräbern sowie Waffen und Trachtbeigaben bei den Männern.

## Nachrömische Entwicklung
Nach Abzug der römischen Truppen siedelten Germanen beziehungsweise Awaren in der Nähe, wie u. a. die bedeutenden Funde aus den beiden Gräberfeldern in Kölked-Feketekapu A und B – sieben Kilometer südlich von Mohács – zeigen. Die Awaren siedelten dort am Rand des Hochwassergebietes der Donau. Von ca. 570 bis 750 existierte 1,5 Kilometer vom Kastell entfernt an der alten Limesstraße mutmaßlich ein Dorf, das von rund dreißig germanischstämmigen Familien bewohnt war. Laut dem byzantinischen Geographen von Ravenna, der im 7. Jahrhundert schrieb, war diese Trasse während der Awarenzeit noch immer als Handelsweg in Gebrauch. Das über Generationen bewohnte Dorf entwickelte sich möglicherweise in langgestreckter Form entlang des Ufers. Die Archäologen konnten 107 freistehende Backöfen untersuchen. Zur Inneneinrichtung der freigelegten Hütten gehörte in der Regel ein mörtel- und putzlos errichteter Herd mit Scheinwölbung, dessen Baumaterial vom Gelände des in Ruinen liegenden Kastells stammte.
In dieser Epoche lebten im Großraum Kölked–Keszthely neben den Germanen auch Bauern und Handwerker romanischer Herkunft, die vielleicht von den Awaren hier angesiedelt worden waren. Etwas südlich des Kastells fand am 29. August 1526 die Schlacht bei Mohács statt.

Fund aus dem Gräberfeld Kölked-Feketekapu A
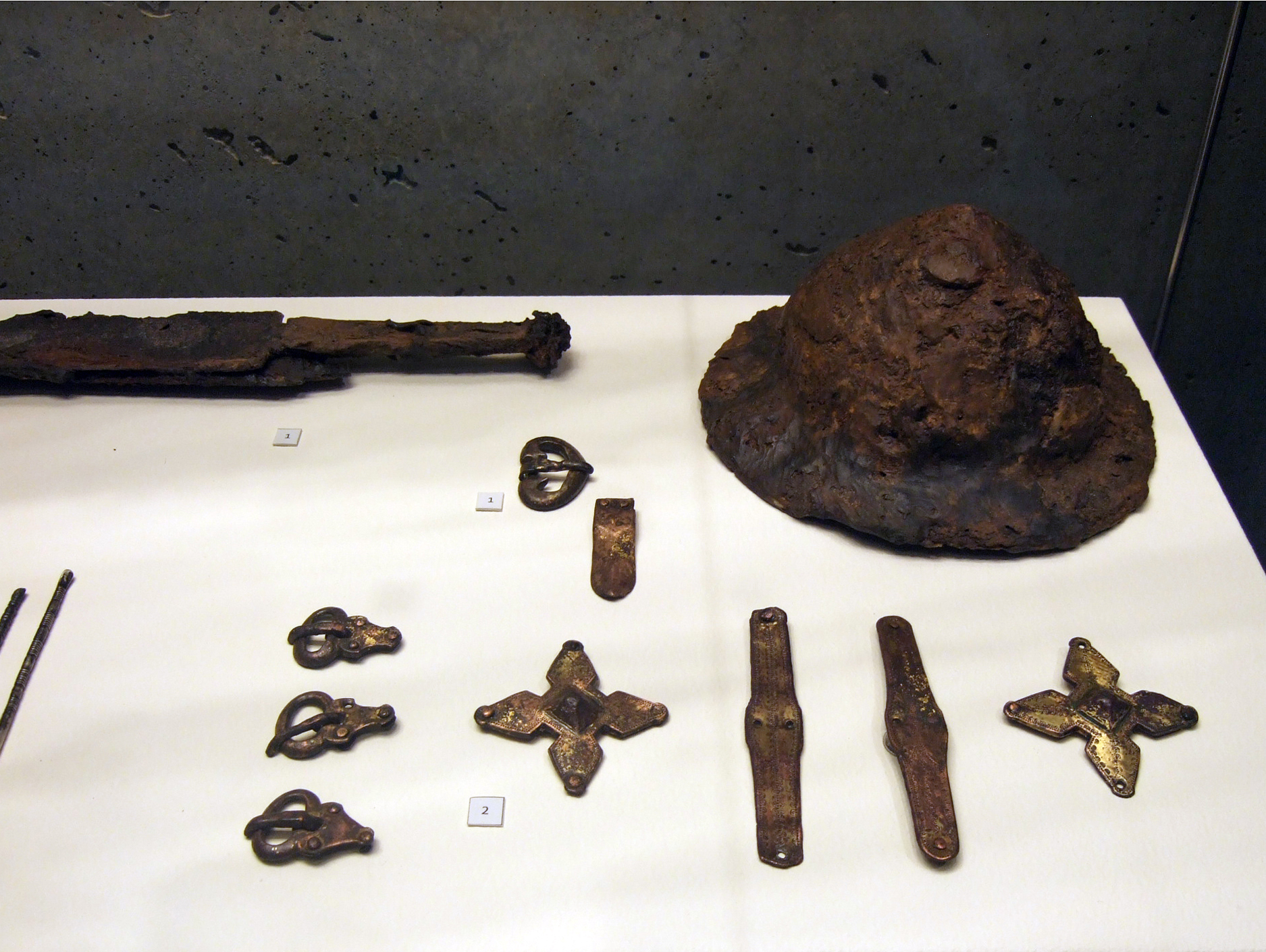
Funde aus zwei Männergräbern – Grab 39 (vorne), Grab 264 (hinten): bronzene Gürtelschnalle, merowingisches Pferdegeschirr, Spatha (Schwert) und Schildbuckel; Ende 6./Anfang 7. Jahrhundert.
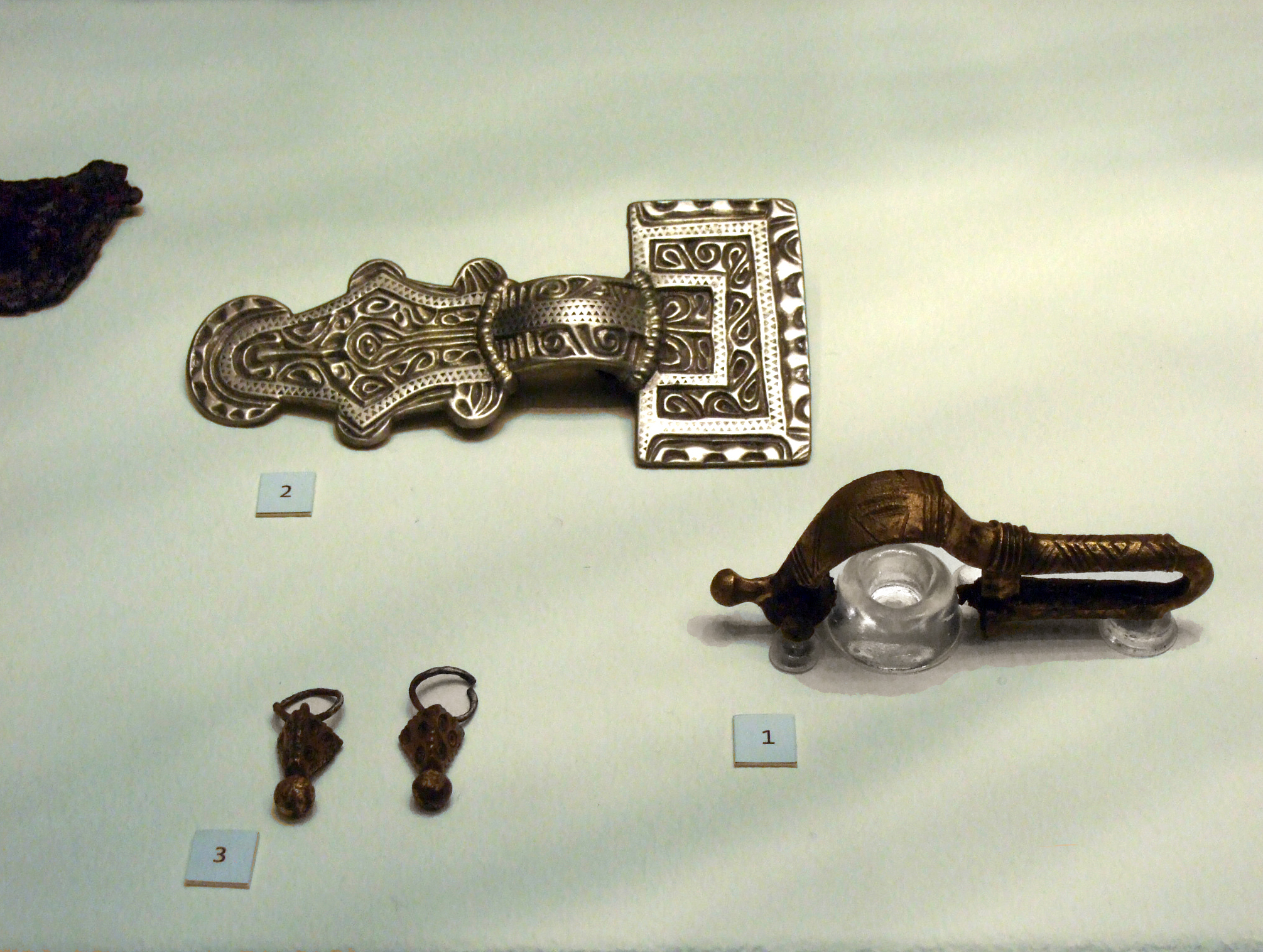
Aus einem Mädchengrab (Grab 438): Bronzefibel, gegossene silberne Bügelfibel (Typ Nocera Umbra), kreisaugenpunzierte, pyramidenförmiger Ohrringe; Ende 6./Anfang 7. Jahrhundert.
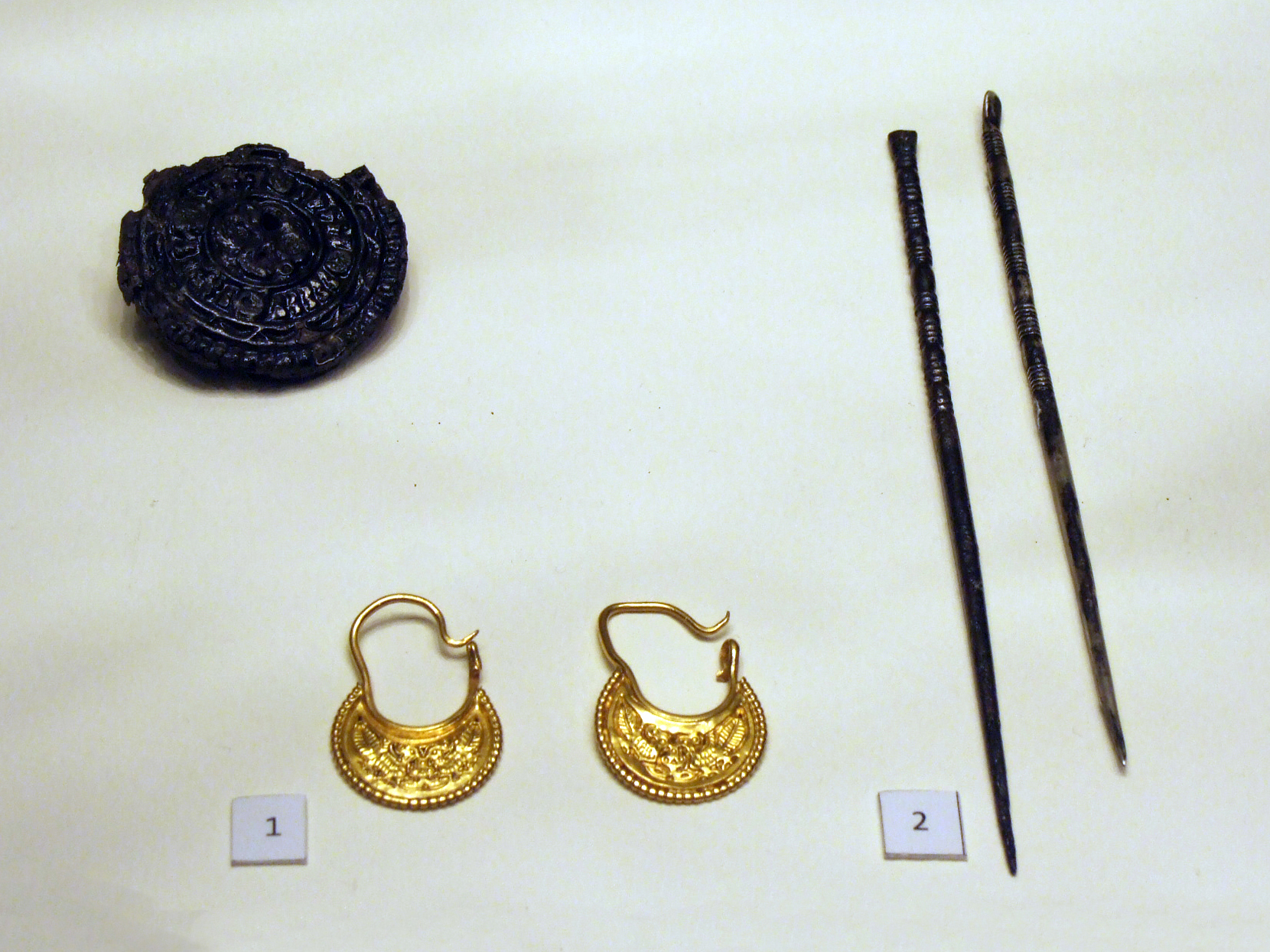
Aus einer Frauenbestattung (Grab 108): byzantinisch anmutender Schmuck mit goldenem halbmondförmigen Ohrgehänge, Haarnadeln und silberner Nadeldose; Ende 6./Anfang 7. Jahrhundert.
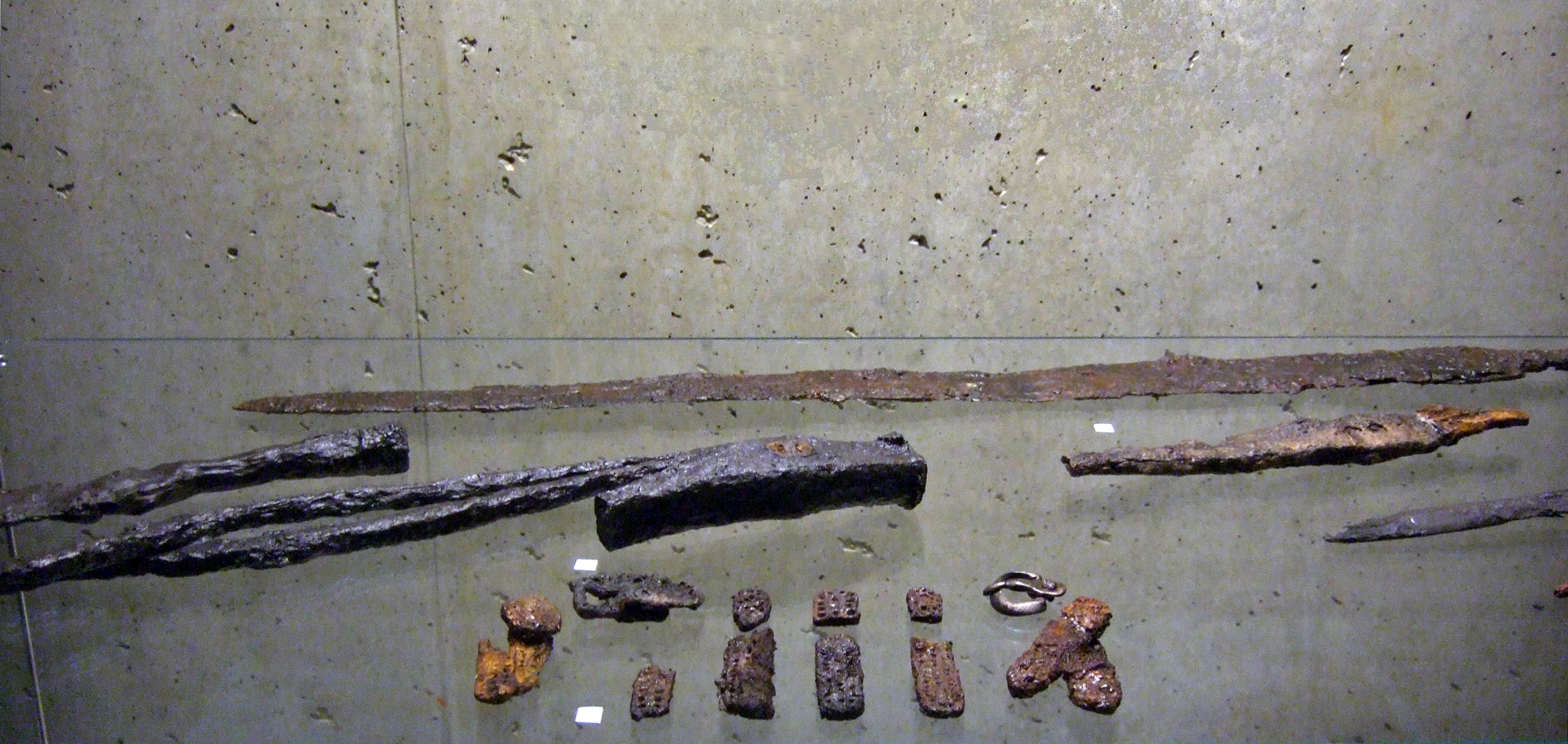
Das Grab eines Schmieds (Grab 80): Neben seinen Waffen wie einer Spatha waren dem Verstorbenen seine Schmiedewerkzeuge mitgegeben worden; zweite Hälfte des 7. Jahrhunderts.
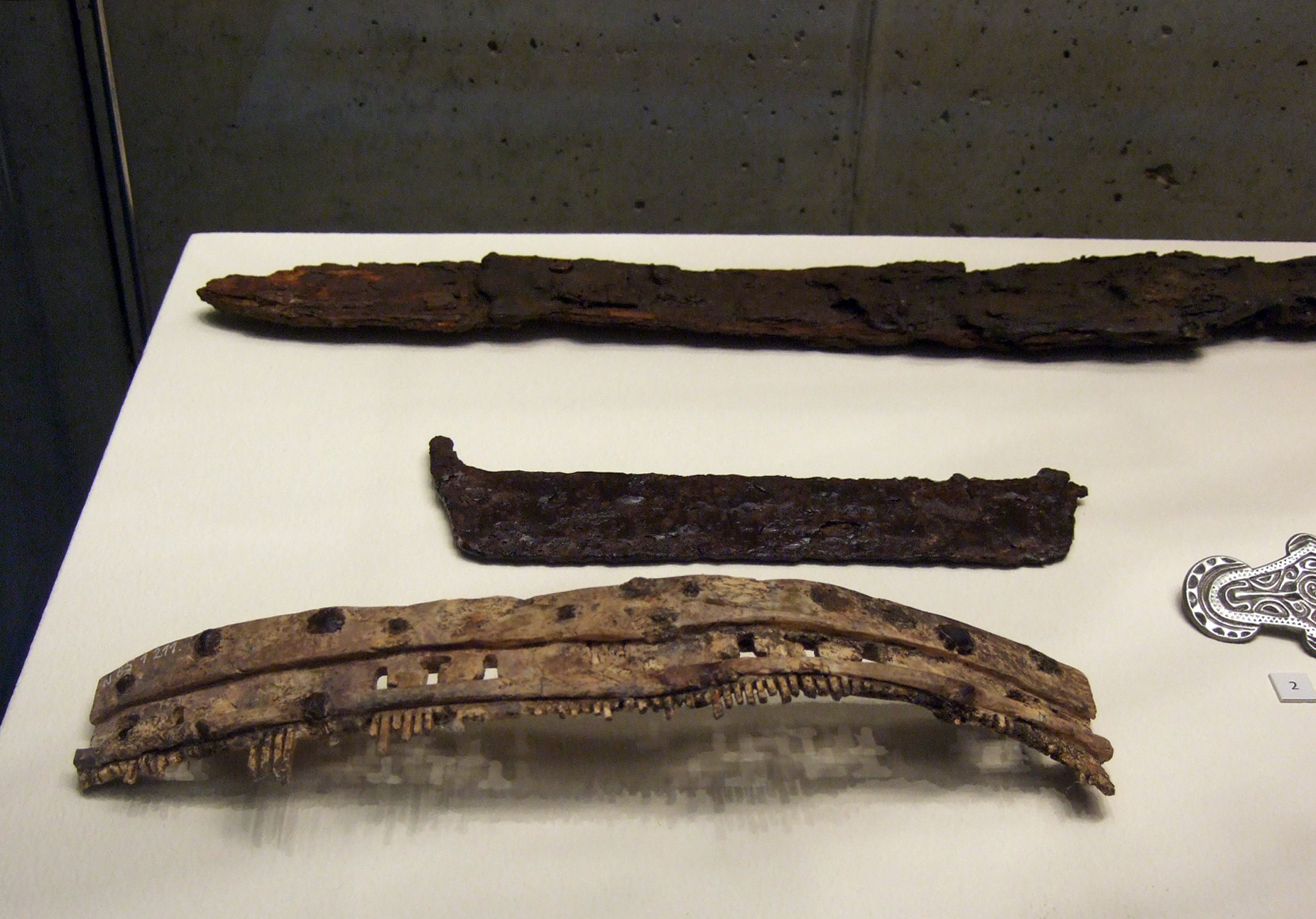
Knochenkamm, Ende 6. bis 8. Jahrhundert

## Funde
Da die antike Stätte schon lange bekannt ist, wurde eine große Zahl an Funden vom Gelände geborgen. Vieles davon ging über die Jahrhunderte verloren, da sich auch die in der Umgebung lebenden Menschen an diesen Plünderungen beteiligten. Zum ersten wissenschaftlich untersuchten Material aus dem Kastell gehörte ungestempelte Terra Sigillata des 4. Jahrhunderts aus den Principia. Zudem wurden – ebenfalls im Stabsgebäude – große Mengen an Gebrauchsgeschirr entdeckt. Leider waren dort die oberen Schichten, die als einzige derartiges Fundmaterial führten, schon zu stark zerwühlt, als dass noch eine exakte stratigraphische Überprüfung möglich gewesen wäre.
Zu den bis 1976 bekannten Funden zählten neben den gestempelten Ziegeln der bis zur Regierungszeit des Lucius Verus (162–166) im nördlichen Aquincum (Budapest) stationierten Legio II Adiutrix (2. Legion „die Helfende“) die der Cohors VII Breucorum (7. Kohorte der Breucer). Außerdem fanden sich valentinianische Stempel mit dem Ortsnamen QVADRIBVRG, in den 1980er Jahren wurden erneut Stempel mit diesem Aufdruck entdeckt. Quadriburgum befand sich in Nordungarn, an der Stelle, wo sich heute das Dorf Sárisáp befindet, das wiederum südlich des spätantiken Kastells von Tokod liegt. Beschrieben wurde auch das Fragment einer Bronzestatuette des Gottes Merkur, ein weiteres Statuettenfragment (Ianus?), das Bruchstück eines bronzenen Tripus (dreibeinige Gerätschaft) mit einer Frauenbüste, ein marmorner Frauenkopf und noch spärliches Inschriftenmaterial. Als bekannteste gilt die bisher einzige veröffentlichte Grabinschrift von diesem Fundplatz, die für die zwischen 200 und 300 verstorbene Aurelia Dobnina angefertigt wurde.

## Fundverbleib
Ein Teil der von Klimo, Rómer und ihnen nachfolgenden Archäologen geborgenen Funde wurde in die Museen von Mohács und Pécs (Janus-Pannonius-Muzeum) gebracht, vieles befindet sich im Ungarischen Nationalmuseum in Budapest. Der Rest gilt bis heute als verschollen oder befindet sich in Privatsammlungen.

## Limesverlauf zwischen dem Kastell Kölked bis zum Kastell Ad Militare
| Strecke | Name/Ort                                 | Beschreibung/Zustand |
| ------- | ---------------------------------------- | --- |
| 8       | Sátorhely, Török-domb (Burgus Altinum 1) | Südlich von Altinum knicke die Limesstraße nach Osten ab. Rund zwei Kilometer südlich der 1976 errichteten Nationalen Gedenkstätte Mohács (Mohácsi történelmi emlékhely), die an die Schlacht bei Mohács 1526 erinnert, liegt an der Ostseite der entlang der Donau nach Süden führenden Landstraße 56 ein fast vollständig abgetragener, kleiner Hügel. Ein möglicher römischer Wachturm könnte auf dieser Erhebung gestanden haben. Sie trägt den Namen „Türkenhügel“ (Török-domb). Früher floss eine Donauschleife unmittelbar östlich an der Erhebung vorbei. Eine Karte von 1766 zeigt nicht nur den Hügel, sondern auch einen Graben, der diesen umgibt. Damals stand noch ein Gebäude auf der Erhebung neben das der Kartograph ein Doppelkreuz setzte. Laut dem Maßstab der Karte besaß der Hügel eine ungefähre Größe von 25 × 32 Metern. Der Graben könnte einen Durchmesser von 65 Metern besessen haben. Auf einer etwas älteren Karte des Kartographen Sámuel Mikoviny (ca. 1700–1750) wird der Hügel als jene Stelle ausgewiesen, an der angeblich das Zelt des osmanischen Sultans Süleyman II. (1642–1691) gestanden haben soll. Diese Vorstellung hat László Papp (1903–1973), ein Pionier der mittelalterlichen Feldarchäologie in Ungarn, als unvereinbar mit der historischen Sachlage gesehen. Er lokalisierte hingegen die mittelalterlichen Siedlung Földvár im Umfeld des Török-domb. Laut Zsolt Visy könnte sich der Ursprung des Dorfnamens Földvár (= Erdburg) möglicherweise auf römische Baureste beziehen, die unter dem stellenweise von Menschenhand erhöhten Hügel lagen. Der Name „Türkenhügel“ und seine Beziehung auf die osmanische Besatzungszeit ist offensichtlich eine Spekulation der nachtürkischen Ära. Endre Gergely, ein Mitarbeiter des Militärhistorischen Museums Budapest deckte hier auf der Suche nach Hinterlassenschaften der Schlacht von 1526 im Jahr 1924 unter wissenschaftlichen Gesichtspunkten die Überreste des Erdwerks rund um den Hügel auf. Er fand dabei auf der Kuppe der Erhebung Reste eines römischen Bauwerks. Dort könnte auch die Kirche von Földvár gestanden haben. Auf der gegenüberliegenden Seite der Landstraße 56 konnte er außerdem am damals südlichsten Gebäude des Bauernhofs Újistálló puszta prähistorische Objekte bergen. Sie lagen in einem Bereich, in dem Gergely auch römische Körpergräber gefunden haben will. Aus heutiger Sicht passen die Beschreibungen Gergelys eher auf Grablegen des mittelalterlichen Földvár. Im Jahr 1940 erfolgte unter der Leitung des Pécser Archäologen János Dombai (1900–1961) eine Nachuntersuchung der römischen Mauerreste. Er interpretierte die Fundstelle auf der Hügelkuppe als römischen Burgus. Fest steht, dass sich am Südrand des Hügels ein römisches Gräberfeld befand. Ein Grab enthielt eine Münze aus der Regierungszeit des Kaisers Numerian (283–284). Einige der Funde aus den Gräbern sind heute im Kanizsai Dorottya Museum in Mohács zu finden. Da der Hügel nach dem Zweiten Weltkrieg größtenteils abgetragen wurde, können die alten Untersuchungen größtenteils nicht mehr überprüft werden. Lediglich an der Hügelspitze haben sich archäologisch auswertbare Kulturschichten erhalten. Dort befindet sich eine 0,90 Meter starkes Fundament, das als Opus spicatum ausgeführt ist. Außerdem gibt es im gleichen Bereich eine Schicht die einen übermäßig großer Anteil an Steinen enthält. Möglicherweise gehören sie zu den Überresten eines Turms mit unbekannter Zeitstellung. Eine Luftbildaufnahme lässt westlich des Hügels im flachen Feld Baureste erkennen, die möglicherweise zu einer antiken Siedlung gehörten. |
| 8       | Udvar                                    | Wenige hundert Meter südlich der römischen Baureste liegt der Grenzort Udvar. Hier endet heute der pannonische Limes in Ungarn. Es beginnt die kroatische Limesstrecke entlang der Donau. |
|         | Batina/Kiskőszeg                         | Das Kastellgelände von Ad Militare befindet sich im Umfeld des auf einem Hügel stehenden sowjetisch-jugoslawischen Freiheitsmonuments und wurde bereits im 19. Jahrhundert von ungarischen Forschern erstmals untersucht. |

## Denkmalschutz
Die Denkmäler Ungarns sind nach dem Gesetz Nr. LXIV aus dem Jahr 2001 durch den Eintrag in das Denkmalregister unter Schutz gestellt. Das Kastell sowie alle anderen Limesanlagen gehören als archäologische Fundstätten nach § 3.1 zum national wertvollen Kulturgut. Alle Funde sind nach § 2.1 Staatseigentum, egal an welcher Stelle der Fundort liegt. Verstöße gegen die Ausfuhrregelungen gelten als Straftat bzw. Verbrechen und werden mit Freiheitsentzug von bis zu drei Jahren bestraft.